# Juan Salvador Gaviota
Juan Salvador Gaviota (en inglés: Jonathan Livingston Seagull) es una fábula en forma de novela escrita por el estadounidense Richard Bach, acerca de una gaviota y su aprendizaje sobre la vida y el vuelo.
Publicada por primera vez en 1970 como Jonathan Livingston Seagull: a story, pronto se convirtió en un favorito en los campus de las universidades estadounidenses. A fines de 1972, se habían impreso más de un millón de ejemplares; Reader's Digest había publicado una versión condensada, y el libro alcanzó el primer puesto en la lista de más vendidos del New York Times, lugar en el que permaneció durante 38 semanas.

## Resumen

### Primera parte
Juan Salvador lo único que hace es practicar su vuelo y no se dedica a hacer lo que hacen las demás gaviotas. Ellas intentan hacerlo cambiar, puesto que no ven normal que una gaviota trate de hacer piruetas en el aire en vez de buscar comida, que es lo que se supone que hacen las gaviotas normales. Él sigue practicando y persigue su libertad, aprender nuevas maneras de acrobacias. Su bandada no lo entendía, ni siquiera sus padres, a quienes en vez de darles gusto, les avergonzaban los logros de Juan; él era la primera gaviota en hacer acrobacias aéreas. Un día se elevó tan alto que al caer en picada perdió el control y se estrelló contra el agua; cuando recobró el sentido se prometió ser como las demás gaviotas, pero en ese mismo instante rompió su promesa, ya que voló a setecientos metros de altura en la noche, cosa que ninguna gaviota había hecho, pues las gaviotas no vuelan de noche. Al llegar a la bandada había una sesión de Consejo, a la cual lo llamaron para que se pusiera en el centro, lo que solo podía significar dos cosas: gran honor o gran vergüenza. En ese momento, el Consejo exilió a Juan.
Un día mientras volaba, dos radiantes gaviotas se acercaron volando bajando del kilómetro 18 hacía él, una de ellas le dijo que volara alto, más de lo que deseara, porque tenía que pasar a una nueva etapa, y las tres gaviotas volaron hasta desaparecer en el cielo y luego se desplomaron y todas sus plumas se regaron por todo el pasar. La mayor idea de Juan era poder ser libre, su libertad era volar y aprender a hacer acrobacias. Morir en el acto era un riesgo que valía la pena tomar. La libertad era sin duda la recompensa más grande a la que una gaviota podría aspirar.

### Segunda parte
Juan trasciende a otra sociedad en la que todas las gaviotas gozan de su hermoso vuelo. Él logró hacer todo esto después de trabajar solo. Juan se puede convertir en jefe de la bandada en su vuelo y el ala izquierda siempre se le caía y siempre toca el agua...

### Tercera parte
"¿Quieres volar tanto, que serás capaz de perdonar a la bandada y aprender, y volver a ellos une Pedro Pablo Gaviota (Fletcher Lynd Seagull), antes de llegar a profundizar en la enseñanza?
Por lo tanto, el amor, el respeto merecido y el perdón parecen ser igualmente importantes tanto como la libertad de no ceder a la presión de obedecer las reglas, solo porque sean malamente aceptadas.

## Adaptaciones
En 1973 se realizó una película homónima, basada en el libro, con una banda sonora de Neil Diamond. La película fue realizada por Hall Bartlett muchos años antes de que estuvieran disponibles los efectos generados por computadora. Para hacer que las gaviotas actuaran en el momento justo y realizaran acrobacias aéreas, Mark Smith en Escondido, California, construyó planeadores controlados por radio que parecían gaviotas reales desde cierta distancia.[cita requerida]